# Nedjo
Nedjo je moško osebno ime.

## Izvor imena
Ime Nedjo je različica moškega osebnega imena Nedeljko.

## Pogostost imena
Po podatkih Statističnega urada Republike Slovenije je bilo na dan 31. decembra 2007 v Sloveniji število moških oseb z imenom Nedjo: 29.

## Osebni praznik
Osebe z imenom Nedjo lahko god|godujejo takrat kot osebe z imenom Nedeljko.